# رود کلمث
رود کلمث رودی است به اقیانوس آرام می‌ریزد. این رود از کشور ایالات متحده آمریکا می‌گذرد.